# James Wilson (futbolista inglés)
James Anthony Wilson (Biddulph, 1 de diciembre de 1995) es un futbolista inglés que juega como delantero en el Northampton Town F. C. de la League One. 

## Carrera
Nació en Biddulph, Staffordshire, Wilson fue explorado por primera vez por el Manchester United a la edad de siete años. Entró a las divisiones inferiores del club, e hizo su primera aparición para los sub-18 con tan solo 14 años, en un partido amistoso ante el equipo de Eslovaquia Tatran Prešov el 31 de octubre de 2010. Después de hacer su debut en competición para los sub-18 contra el West Bromwich Albion el 5 de febrero de 2011, hizo otras tres apariciones más en liga durante la temporada 2010–11, anotando en la tercera, una derrota en casa por 2-1 ante el Everton. Después de anotar dos veces en la 2011 Milk Cup, en la que el Manchester United quedó subcampeón, Wilson sufrió una fractura de tobillo en el segundo juego de la temporada 2011-12 que lo mantuvo fuera durante casi cinco meses. A su regreso, se convirtió en titular de los sub-18 durante la segunda mitad de la temporada, anotando cinco goles en 13 partidos de liga y dos veces en la FA Youth Cup. También hizo su debut para las reservas durante esta temporada, entrando a los 61 minutos por Frédéric Veseli en una derrota por 1-0 al West Bromwich Albion el 6 de marzo de 2012.
En julio de 2012, Wilson extendió su estancia en el Manchester United, firmando como juvenil. Comenzó la temporada 2012-13 como titular en los sub-18, y a pesar de que le tomó cinco partidos para anotar su primer gol de la temporada, realizó cinco goles en ese quinto partido contra el Newcastle United  el 22 de septiembre de 2012, la segunda mayor cantidad de goles anotados por un jugador del Manchester United en cualquier categoría durante el mandato del entrenador Sir Alex Ferguson. Después de anotar otros cinco goles en sus próximos cuatro partidos, fue recompensado con su primer contrato como profesional el día de su cumpleaños número 17, y lo celebra al marcar dos goles en la victoria 4-2 sobre el Southampton el mismo día. A pesar de que fue descartado por una lesión a partir de mediados de enero, a principios de marzo de 2013, se las arregló para terminar la temporada como máximo goleador de los sub-18 con 14 goles en 18 partidos de liga.
A pesar de jugar un papel destacado en la pretemporada de las reservas de cara a la temporada 2013-14, Wilson continuó como un titular en los sub-18, marcando siete goles en seis apariciones consecutivas en el inicio de la temporada (incluyendo tres en la UEFA Youth League contra el Bayer Leverkusen y el Shakhtar Donetsk), regresando a las reservas en un empate 3–3 en la Manchester Senior Cup contra el Bury. Él se involucró más con las reservas de cara a la segunda mitad de la temporada, y después de anotar un triplete en la victoria 3–0 contra el Wolverhampton Wanderers el 10 de marzo de 2014, Wilson se le dio su primera oportunidad de acción con el primer equipo el 5 de abril en el banquillo en la victoria como local del Manchester United 4–0 sobre el Newcastle United. Hizo su debut un mes más tarde, comenzó como titular en un partido de la Premier League en casa contra el Hull City el 6 de mayo, teniendo la oportunidad de marcar dos goles en la victoria por 3–1, antes de ser sustituido en el minuto 64 por Robin van Persie. El 7 de agosto de 2014, Wilson marcó los cuatro goles, incluidos tres en la segunda mitad, en la victoria de los sub-21 sobre el Manchester City en la final de la Manchester Senior Cup.
El primer gol de Wilson de la temporada 2014-15 llegó el 17 de enero de 2015, entrando como sustituto de Jonny Evans y anotando en el tiempo añadido en una victoria por 2-0 contra el Queens Park Rangers.
El 25 de septiembre de 2015 firmó un nuevo contrato con el club hasta junio de 2019 con la opción de extenderlo por un año más.
El 26 de noviembre de 2015, Wilson se unió al club de la Championship, el Brighton & Hove Albion en una cesión hasta el final de la temporada. Hizo su debut con las Gaviotas dos días después, reemplazando a Bobby Zamora en los últimos 24 minutos de una victoria por 2-1 sobre el Birmingham City en el Amex Stadium.
Wilson salió como titular en liga para el Brighton el 5 de diciembre, y marcó su primer gol para el club, ya que venía de 0-2 abajo para remontar al Charlton Athletic 3-2. Anotó su segundo gol para el Brighton una semana más tarde, el 12 de diciembre, en un empate 2-2 con el Derby County.
Participó en las dos llaves de la semifinal del cuadrangular de la Championship del Brighton contra el Sheffield Wednesday, como suplente en el partido de ida reemplazando a Tomer Hemed y en el partido de vuelta como titular. Wilson hizo un total de 28 apariciones en el Brighton en todas las competiciones a lo largo de su período de préstamo, anotando cinco goles en liga.
El 20 de agosto de 2016, Wilson se unió al Derby County de la segunda división de Inglaterra en una cesión que durará hasta el final de la temporada 2016-17. El 17 de octubre de 2016, Wilson sufrió una grave lesión en la rodilla y regresó al Manchester United para recibir tratamiento, y su préstamo se interrumpió.
El 10 de enero de 2018, Wilson completó un movimiento de préstamo al club de campeonato Sheffield United hasta el final de la temporada 2017-18. 
Wilson no participó en el primer equipo del Manchester United en la temporada 2017-18, ya que continuó recuperándose de la grave lesión de rodilla que sufrió cedido en el Derby. Sin embargo, destacó prominentemente para el equipo sub-23 antes de su cambio a préstamo al Sheffield United hasta el final de la temporada 2017-18, saliendo como el máximo goleador del equipo en la mitad de la temporada. Hizo su debut como sustituto contra el Sheffield Wednesday en el Derbi de Steel City.
El 13 de agosto de 2018 sumó su cuarta cesión; en esta ocasión se marchó toda la temporada al Aberdeen de la Scottish Premiership.
Tras ser liberado por el Manchester United, el 3 de julio de 2019 se hizo oficial su vuelta al Aberdeen tras firmar un contrato para las siguientes dos temporadas.
En enero de 2020 regresó a Mánchester tras firmar un contrato de 18 meses con el Salford City. Tras finalizar el mismo se comprometió con el Port Vale F. C. por dos temporadas. Finalmente estuvo tres campañas y en julio de 2024 fichó por el Northampton Town F. C.

## Selección nacional
Wilson hizo una aparición para la selección inglesa sub-16, ayudando a Inglaterra en su décima victoria consecutiva en la Victory Shield ganando 3–0 ante Irlanda del Norte en marzo de 2011. En octubre de 2013, Wilson marcó en su debut con Inglaterra Sub-19 en la victoria por 6-1 ante Estonia. El 3 de septiembre de 2015, Wilson marcó en su debut con Inglaterra sub-21 en la victoria por 1-0 ante Estados Unidos.

## Estadísticas
Actualizado al día 18 de enero de 2018.
| Club | Temporada           | Div.                | Liga | Liga | Liga | Copas nacionales (1) | Copas nacionales (1) | Copas nacionales (1) | Copas internacionales (2) | Copas internacionales (2) | Copas internacionales (2) | Total | Total | Total | Prom. · |
| Club | Temporada           | Div.                | PJ   | G    | A    | PJ                   | G                    | A                    | PJ                        | G                         | A                         | PJ    | G     | A     | Prom. · |
| --- | ------------------- | ------------------- | ---- | ---- | ---- | -------------------- | -------------------- | -------------------- | ------------------------- | ------------------------- | ------------------------- | ----- | ----- | ----- | ------- |
| Manchester United Inglaterra |                     |                     |      |      |      |                      |                      |                      |                           |                           |                           |       |       |       |         |
| 2013-14 | 1.ª                 | 1                   | 2    | 0    | 0    | 0                    | 0                    | 0                    | 0                         | 0                         | 1                         | 2     | 0     | 2,00  |         |
| 2014-15 | 1.ª                 | 13                  | 1    | 0    | 4    | 1                    | 0                    | 0                    | 0                         | 0                         | 17                        | 2     | 0     | 0,12  |         |
| 2015-16 | 1.ª                 | 1                   | 0    | 0    | 1    | 0                    | 0                    | 0                    | 0                         | 0                         | 2                         | 0     | 0     | 0,00  |         |
| 2016-17 | 1.ª                 | 0                   | 0    | 0    | 0    | 0                    | 0                    | 0                    | 0                         | 0                         | 0                         | 0     | 0     | 0,00  |         |
| 2017-18 | 1.ª                 | 0                   | 0    | 0    | 0    | 0                    | 0                    | 0                    | 0                         | 0                         | 0                         | 0     | 0     | 0,00  |         |
| Total club | Total club          | 15                  | 3    | 0    | 5    | 1                    | 0                    | 0                    | 0                         | 0                         | 20                        | 4     | 0     | 0,20  |         |
| Brighton & Hove Albion Inglaterra                                                                                                  |                     |                     |      |      |      |                      |                      |                      |                           |                           |                           |       |       |       |         |
| 2015-16 | 2.ª                 | 25                  | 5    | 0    | 2    | 0                    | 0                    | 0                    | 0                         | 0                         | 27                        | 5     | 0     | 0,18  |         |
| Total club | Total club          | 25                  | 5    | 0    | 2    | 0                    | 0                    | 0                    | 0                         | 0                         | 27                        | 5     | 0     | 0,18  |         |
| Derby County Inglaterra |                     |                     |      |      |      |                      |                      |                      |                           |                           |                           |       |       |       |         |
| 2016-17 | 2.ª                 | 4                   | 0    | 0    | 0    | 0                    | 0                    | 0                    | 0                         | 0                         | 4                         | 0     | 0     | 0,00  |         |
| Total club | Total club          | 4                   | 0    | 0    | 0    | 0                    | 0                    | 0                    | 0                         | 0                         | 4                         | 0     | 0     | 0,00  |         |
| Sheffield United Inglaterra |                     |                     |      |      |      |                      |                      |                      |                           |                           |                           |       |       |       |         |
| 2017-18 | 2.ª                 | 1                   | 0    | 0    | 0    | 0                    | 0                    | 0                    | 0                         | 0                         | 1                         | 0     | 0     | 0,00  |         |
| Total club | Total club          | 1                   | 0    | 0    | 0    | 0                    | 0                    | 0                    | 0                         | 0                         | 1                         | 0     | 0     | 0,00  |         |
| Total en su carrera | Total en su carrera | Total en su carrera | 45   | 8    | 0    | 7                    | 1                    | 0                    | 0                         | 0                         | 0                         | 52    | 9     | 0     | 0,17    |
| (1)Incluidos los datos de la FA Cup, la Community Shield y la EFL Cup (2)Incluidos los datos de la Champions League, Europa League |                     |                     |      |      |      |                      |                      |                      |                           |                           |                           |       |       |       |         |